# Hypocnemis flavescens
Hypocnemis flavescens là một loài chim trong họ Thamnophilidae.
Loài này đã được được mô tả bởi nhà động vật học người Anh Philip Sclater vào năm 1865 và đưa ra tên nhị thức Hypocnemis flavescens. Cho đến gần đây, nó được coi là phân loài của Hypocnemis cantator, nhưng dựa trên sự khác biệt về tiếng hót và ở mức độ khác biệt nhỏ hơn trong bộ lông, giờ đây nó được coi là một loài riêng biệt.
Có hai phân loài:
- H. f. flavescens Sclater, PL, 1865 – đông Colombia, nam Venezuela và tây bắc Brasil
- H. f. perflava Pinto, 1966 – Trung bộ Roraima ở Bắc Brasil